# Harry Chamberlin
Pour les articles homonymes, voir Chamberlin.
Harry Dwight Chamberlin (1887-1944) est un cavalier de l'armée américaine ayant porté le grade de Général de brigade. Lors des Jeux olympiques d'été de 1932, il remporte la médaille d'or par équipe en concours complet et la médaille d'argent en individuel en saut d'obstacles. 

## Biographie
Harry Chamberlin est né à Elgin dans l'Illinois en 1887. Il fait ses études à l'Académie militaire de West Point dont il est diplômé en 1910,. C'est un athlète complet participant aussi bien aux compétitions de track, de boxe, de football américain et d'équitation. Lors de ses études, il rencontre et sert Guy V. Henry dont il suit l'enseignement équestre.
Harry Chamberlin sert dans l'infanterie en France pendant la Première Guerre mondiale, et plus précisément dans la 161e brigade. À la fin du conflit, il participe à ses premières compétitions équestres internationales. En 1919, il prend part aux Jeux interalliés de Paris et en 1920, il fait partie de l'équipe olympique. Lors de ces Jeux, il participe dans les trois disciplines, soit le dressage, le saut d'obstacles et le complet, et ce par équipe comme en individuel. Ses meilleurs résultats sont en concours complet où il obtient la 6e place en individuel et la 4e place par équipe. Après les Jeux, il est envoyé par l'armée américaine en Europe pendant deux ans : la première année en France à l'école de cavalerie de Saumur et la seconde année en Italie à l'école de cavalerie de Tor di Quinto. En Italie, il apprend la technique du saut dit « en équilibre », développé par Federico Caprilli, un officier de l'armée italienne, au début du XXe siècle. 
À son retour d'Europe, il est envoyé au Texas à Fort Bliss. Il mène et enseigne l'équipe de polo. En 1927, il mène et aide à l'entraînement l'équipe équestre olympique américaine, cavaliers comme chevaux, en vue des Jeux olympiques d'été de 1928. Il est chef d'équipe dans les deux disciplines du concours complet et du saut d'obstacles. Lors de ces Jeux, il réalise la meilleure prestation américaine en saut d'obstacles, obtenant la 17e place avec Nigra. L'équipe américaine de saut d'obstacles termine à la 9e place. En concours complet, l'équipe est éliminée à la suite de la chute du Major Charles George et de son cheval Ozella, alors que l'équipe était jusqu'alors en tête de la compétition.
En 1932, il participe de nouveau aux Jeux olympiques, où il obtient une 4e place en concours complet en individuel avec Pleasant Smiles, participant ainsi à la médaille d'or américaine par équipe dans la discipline. De plus, en saut d'obstacles, il obtient la médaille d'argent en individuel avec Show Girl.
Au cours de la Seconde Guerre mondiale, il est affecté à un poste de commandement dans le sud du Pacifique. Une soudaine maladie le force à abandonner son poste et à rentrer aux États-Unis. Il meurt le 29 septembre 1944 à l'âge de 57 ans.
En 1990, il est accueilli dans le National Show Jumping Hall of Fame, soit le Temple de la renommée américain du saut d'obstacles.

## Palmarès
- 1920 : 6e en individuel et 4e par équipe en concours complet aux Jeux olympiques d'été de 1920 à Anvers (Belgique)[6]
- 1928 : 17e en individuel en saut d'obstacles avec Nigra aux Jeux olympiques d'été de 1928 à Amsterdam (Pays-Bas)[9]
- 1932 : Médaille d'or par équipe en concours complet avec Pleasant Smiles lors des Jeux olympiques d'été de 1932 à Los Angeles (États-Unis)[10]
- 1932 : Médaille d'argent en individuel en saut d'obstacles avec Show Girl lors des Jeux olympiques de 1932[11]

## Ouvrages
Harry Chamberlin a écrit plusieurs ouvrages sur l'équitation :
- Manual of Horsemanship, 1927
- Riding and Schooling Horses, Derrydale Press, 1934
- Training Hunters, Jumpers and Hacks, Derrydale Press, 1937